# 프랑스 왕자들이 파리로 돌아오다

프랑스 왕자들이 파리로 돌아오다(프랑스어: Le Retour des Princes Français à Paris 르 레뚜흐 데 쁘행세 프랑세즈 아 빠히[*])는 1814년부터 1815년 초까지, 1815년 말부터 1830년까지 사용된 프랑스의 비공식 국가이다. 작사자는 불명이고, 곡조는 프랑스 최초의 국가인 앙리 4세 만세에서 따왔다. 이 무렵 왕실에서는 왕가의 품만큼 좋은 곳은 없다네를 사용하였다. 현재는 가사만 바꿔서 플란드렌시스 대공국의 국가로 쓰이고 있다.

## 같이 보기
- 앙리 4세 만세
- 프랑스의 국가